# Kielmeyera peruviana
Kielmeyera peruviana là một loài thực vật có hoa thuộc họ Clusiaceae.
Loài này chỉ có ở Peru.